# Čahorče
Čahorče (nemško Tschachoritsch) je naselje v Občini Kotmara vas v Okraju Celovec-dežela na Koroškem v Avstriji.